# Antonio Luca Fallica
Antonio Luca Fallica OSB (* 27. Juli 1959 in Ripatransone, Provinz Ascoli Piceno) ist ein italienischer römisch-katholischer Benediktinermönch und Erzabt von Montecassino.

## Leben
Antonio Luca Fallica verbrachte die ersten Jahre seines Lebens in Ascoli Piceno. 1971 zog er mit seiner Familie nach Ancona, wo er sich in der Katholischen Aktion engagierte und zunächst für die Studentenbewegung und dann für den Jugendbereich verantwortlich war. Er studierte zunächst Rechtswissenschaften und war für kurze Zeit als Jurist tätig. 1985 trat er in das Benediktinerkloster Praglia ein, wo er seine theologische Ausbildung begann, die er anschließend an der Mailänder Niederlassung der Theologischen Fakultät Norditaliens abschloss.
Im Jahr 1989 gründete er zusammen mit anderen Brüdern die monastische Gemeinschaft der Allerheiligsten Dreifaltigkeit (italienisch Comunità Monastica Santissima Trinità), die sich derzeit in Dumenza nahe dem Lago Maggiore befindet. In dieser Gemeinschaft legte er am 5. Januar 1996 seine feierliche Ordensprofess ab. Nach seiner Tätigkeit als Cellerar wurde er am 29. Oktober 2010 zum Prior der Gemeinschaft gewählt und übte dieses Amt zwölf Jahre lang bis zum 2. Dezember 2022 aus.
Am 9. Januar 2023 ernannte Papst Franziskus Dom Antonio Luca Fallica zum neuen Erzabt der Territorialabtei von Montecassino. Da er zum Zeitpunkt der Ernennung noch Laie war, wurde er am 14. Februar im Dreifaltigkeitskloster in Dumenza vom Mailänder Weihbischof Franco Agnesi zum Diakon geweiht. Der Erzbischof von Mailand, Mario Delpini, spendete ihm am 8. März 2023 in der Mailänder Kirche Sant’Ambrogio die Priesterweihe.
Dom Antonio wurde am 16. März 2023 vom Abtpräses der Kongregation von Subiaco und Montecassino Guillermo Arboleda und vom Abt von Subiaco Mauro Meacci in sein Amt als neuer Erzabt von Montecassino eingeführt. Kardinalvikar Angelo De Donatis erteilte ihm am 13. Mai 2023 in der Abteikathedrale von Montecassino die Abtsbenediktion.
Als Erzabt von Montecassino ist Antonio Luca Fallica der 193. Nachfolger des Hl. Benedikt von Nursia. Als Territorialabt ist er auch ex officio Mitglied der Italienischen Bischofskonferenz.

## Schriften
- Grandi e mirabili sono le tue opere, o Signore Dio onnipotente. Meditazioni per vivere l’anno liturgico. Queriniana 2002, ISBN 978-88-399-4008-7.
- Vivere di una promessa. L’annuncio a Maria, Paoline Editoriale Libri 2004, ISBN 978-88-315-2729-3.
- Ospiti del risorto. L’evangelo di Emmaus Copertina. Paoline Editoriale Libri 2005, ISBN 978-88-315-2828-3.
- La preghiera dei fedeli nei giorni feriali. (Band 1), EMP 2007, ISBN 978-88-250-1712-0.
- La preghiera dei fedeli nei giorni feriali. (Band 2), EMP 2007, ISBN 978-88-250-1713-7.
- mit Rosanna Virgili und Angelo Casati: Giustizia della legge, giustizia dell’amore. Chiesa e cambiamento dopo il dolore della pedofilia. Gabrielli Editori 2011, ISBN 978-88-6099-142-3.
- mit  Luigi Verdi und Andrea Grillo: Come balsamo sulle ferite. Debolezza e guarigione nell’esperienza cristiana,. Gabrielli Editori 2013, ISBN 978-88-6099-197-3.
- La rugiada e la croce: La fraternità come benedizione. Ancora Mailand 2017, ISBN 978-88-514-1885-4.
- Drei Bände mit Kommentaren zur festlichen Liturgie des Wortes:
  - Un tesoro tra le mani. Paoline Editoriale Libri 2016, ISBN 978-88-315-4680-5.
  - Chi sei, Gesù di Nazaret? Commento ai vangeli festivi. Paoline Editoriale Libri 2017, ISBN 978-88-315-4903-5.
  - La Parola si fa casa. Commento ai Vangeli festivi. Paoline Editoriale Libri 2018, ISBN 978-88-315-5055-0.
- Il libro del cuore: Incontrare Davide. Edizioni Terra Santa 2020, ISBN 978-88-6240-745-8.
- «Cenerò con Lui ed Egli con me». Celebrare la liturgia nella luce del libro dell’Apocalisse. Centro Eucaristico 2021, ISBN 978-88-31278-44-7